# Węgierska Górka (stacja kolejowa)
Węgierska Górka – stacja kolejowa w Węgierskiej Górce, w województwie śląskim, w Polsce. Kursują stąd pociągi Kolei Śląskich i PKP Intercity

## Ruch pasażerski
| Rok  | Wymiana pasażerska na dobę |
| ---- | -------------------------- |
| 2017 | 150-199                    |
| 2022 | 300-399                    |

Ze stacji przeprowadzona była dwutorowa bocznica kolejowa do pobliskiej huty (obecnie Odlewnia Metalpol Węgierska Górka), jednak została ona zamknięta.